# MIDTOWN TV
MIDTOWN TV（ミッドタウン ティーヴィー）とは、USENの動画配信サービス「GyaO」で配信されていたインターネットテレビ番組。東京ミッドタウン33Fスタジオゼロから生放送するGyaOのオリジナル番組である。東京ミッドタウンオープンと同時にスタートした。曜日ごとに異なる番組を放送している。正式名称は「ランチタイム ナビゲーション MIDTOWN TV 」。

## 概要
- 2007年3月にスタート。2007年7月にリニューアルし、土岐田麗子、丸山周以外の出演者は総入れ替えとなった。
- スタート当時の女性MC（土岐田麗子・島本麻衣子・小畑由香里・わだまゆこ・仲山史華）は全員、USENグループのディスカバリー・エンターテインメント所属である。
- リニューアル後の出演者達は番組が始まるのを知ったのが1週間ほど前、打ち合わせが番組開始の2日前であったと話している。あまりにも突然であった為、「城咲仁と磯山さやかの極めみち」の第1回の放送はMCである城咲仁と磯山さやかは出演できず、代役を務めたカンニング竹山も「一度出演を断ってしまった」と話している。

## 主な番組
生放送は平日12時15分 - 13時、アーカイブ放送はバラエティchで放送日の19時 -

### 月曜日
- 「トレンド情報」 MC：落合隼亮・土岐田麗子（2007年3月26日 - 7月9日）
- 「スピードワゴンと土岐田麗子の巻」 MC：スピードワゴン、土岐田麗子（2007年7月23日 - 8月27日）
- 「スピードワゴンのナマ出し」 MC：スピードワゴン、土岐田麗子（2007年9月3日 - 12月31日）
- 「月刊シリーズ」
  - 「月刊SS501」MC：SS501（2007年11月5日 - 2008年）
  - 「月刊PARAN」MC：PARAN（2007年12月3日 - 2008年）
- 「アジアンビューティーボーイズ」（2008年1月7日 - 2008年）
  - FTISLAND（2008年1月7日 - 2008年）
  - BIGBANG（2008年2月11日 - 2008年）

### 火曜日
- 「音楽情報」 MC：KTa★brasil・島本麻衣子（2007年3月27日 - 7月17日）
- 「城咲仁と磯山さやかの極めみち」 MC：城咲仁・磯山さやか（2007年7月31日 - 2008年2月5日）
- 「えみりの美女☆ラボ」MC：辺見えみり、GAKU（2008年2月5日 - 7月23日）

### 水曜日
- 「グルメ情報」 MC：丸山周・小畑由香里（2007年3月28日 - 7月18日）
- 「サウンドオブミュージック」 MC：はなわ・青木直子（2007年7月25日 - 9月5日）
- 「音楽番組を板尾創路」 MC：板尾創路・木夏リオ（2007年9月12日 - 2008年7月24日）

### 木曜日
- 「イベント情報」 MC：半田健人・わだまゆこ（2007年3月29日 - 7月19日）
- 「○○あい☆コラ!生やぐち」 MC：矢口真里・丸山周（2007年7月26日 - 2008年7月25日）

### 金曜日
- 「映画DVD情報」 MC：鉄平・仲山史華（2007年3月30日 - 7月20日）
- 「えみり・ジェンヌ」 MC：辺見えみり・バカリズム（2007年7月27日 - 11月26日）
- 「えみり・ジェンヌ」 MC：辺見えみり・鉄平（2007年11月16日 - 2008年2月1日）
- 「キネマルネッサンス あ〜や城」MC：平野綾、髭男爵、城咲仁（2008年2月1日 - 7月26日）

### その他
- 「泉谷綾子の運命の激数占い!」 出演：泉谷綾子（2007年7月23日 - 2008年）

## オープニング曲
- ARIA『Handle It feat."E"qual』

## スタッフ・ディレクター
- 総合演出　望月真喜
- ディレクター　望月真喜　中島大輔　中原大輔　武井康一郎　草刈忠弘　他
- プロデューサー　栗尾和真　吉田康子　鎌田敦子　福枡賢一　他